# Міколай Бєганьський
Міколай Бєганьський (пол. Mikołaj Biegański, нар. 5 квітня 2002, Ченстохова, Польща) — польський футболіст, воротар клубу «Вісла» з Кракова.

## Клубна кар'єра
Міколай Бєганьський народився у місті Ченстохова і його першими клубами у футбольній кар'єрі стали місцеві клуби «Скра» та «Ракув». Де він виступав на молодіжному рівні, починаючи з 2012 року.
На дорослому рівні Бєганьський дебютував у 2017 році в першій команді клубу «Скра», що виступає у Другій лізі чемпіонату Польщі.
Перед початком сезону 2021/22 воротар отримав запрошення від клубу Екстракласи «Вісла» з Кракова. І вже восени 2021 року Бєганьський дебютував у новій команді як у матчах на Кубок країни так і в матчах регулярного чемпіонату.

## Збірна
З 2017 року Міколай Бєганьський захищав ворота юнацьких збірних Польщі.